# آموس ألين
آموس ألين (بالإنجليزية: Amos Allen)‏ هو لاعب كرة القدم الكندية أمريكي، ولد في 20 يوليو 1983 في ميامي في الولايات المتحدة.

## وصلات خارجية
- آموس ألين على موقع JustSportsStats.com (الإنجليزية)